# Римський статут та Україна

Держави-учасниці
Підписали і ратифікували
Підписали і ратифікували, але потім відкликали ратифікацію
Підписали, але не ратифікували
Підписали, але потім відкликали
Не підписали і не ратифікували

Римський статут Міжнародного кримінального суду (англ. Rome Statute of the International Criminal Court) — міжнародний договір, що заснував Міжнародний кримінальний суд. Ухвалений на дипломатичній конференції в Римі 17 липня 1998 року та набрав чинності 1 липня 2002 року. Станом на листопад 2023 року Римський статут підписали всього 137 держав (Україна — 20 січня 2000 року), але ратифікували лише 124 держави (не рахуючи України).  Статут встановлює сферу діяльності, юрисдикцію і структуру суду.
1 січня 2025 року Україна набула повноправного членства в МКС, учасниками Римського статуту на цей час стали 125 держав.
Україна підписала Римський статут 20 січня 2000 року, але не ратифікувала його, хоча після підписання Угоди про асоціацію з Європейським Союзом у 2014 році ратифікація цього документу є одним із прямих міжнародних зобов'язань України. Водночас Римський статут передбачає можливість визнання юрисдикції Міжнародного кримінального суду державою, яка не ратифікувала статут.
21 серпня 2024 року Верховна Рада України 9-го скликання ратифікувала Римський статут із заявою за статтею 124 щодо позбавлення юрисдикції МКС по статті 8 «Воєнні злочини» на 7 років.
На відміну від міжнародних судових органів, які за своєю природою є допоміжними засобами захисту прав і свобод людини і громадянина, Міжнародний кримінальний суд доповнює систему національної юрисдикції та може брати до свого провадження справи не тільки за зверненням держави-учасниці, а й із власної ініціативи. Наприклад, коли держава, під юрисдикцією якої перебуває особа, підозрювана у вчиненні передбаченого Статутом злочину, «не бажає або не здатна проводити розслідування чи порушити кримінальне переслідування належним чином».
Можливість такого доповнення судової системи України до вересня 2016 року не передбачалася розділом VIII «Правосуддя» Конституції України. Це давало підстави для висновку, що абзац десятий преамбули та стаття 1 Статуту не узгоджувалися з положеннями частин першої, третьої статті 124 Конституції України, а через це приєднання України до цього Статуту відповідно до частини другої статті 9 Конституції України можливе лише після внесення до неї відповідних змін. Тож у квітні 2014 року Україна відповідно до пункту 3 статті 12 Римського статуту Міжнародного кримінального суду, змогла звернутися лише з заявою про визнання юрисдикції Міжнародного кримінального суду щодо злочинів режиму Януковича під час подій Революції Гідності. Разом з тим, після набрання чинності новою редакцією статті 124 Конституції України у червні 2016 року, Україна може визнати юрисдикцію Міжнародного кримінального суду на умовах, визначених Римським статутом Міжнародного кримінального суду.
Україна визнала юрисдикцію МКС з двох питань заявами Міністерства закордонних справ України, поданими 17 квітня 2014 року щодо справ Майдану і 8 вересня 2015 року щодо злочинів проти людяності і воєнних злочинів, вчинених на її території. Наприкінці березня 2022 року правнича спільнота України запустила інформаційну кампанію із закликом до ратифікації Римського статуту Міжнародного кримінального суду. На важливості ратифікації цього документу для України наголосили в організації Human Rights Watch наприкінці квітня того ж року.

### Аргументи на користь ратифікації Римського статуту Україною
15 серпня 2024 року президент України Володимир Зеленський подав до Верховної Ради проєкт закону "Про ратифікацію Римського статуту Міжнародного кримінального суду та поправок до нього".
Ратифікація Римського статуту Міжнародного кримінального суду – важливий крок для України, для захисту українців та відновлення справедливості.
Які причини для ратифікації Римського статуту саме сьогодні?

#### Євроінтеграція та безпека
Україна зобов’язана ратифікувати Римський статут відповідно до Угоди про асоціацію з ЄС (стаття 8), пункту 140 Плану заходів з виконання рекомендацій Європейської Комісії, представлених у Звіті про прогрес України в рамках Пакета розширення Європейського Союзу 2023 року.
Ратифікація Римського статуту стане потужним сигналом відданості України євроінтеграційному курсу і дасть можливість висувати вимоги до партнерів, зокрема, щодо виконання ними зобов’язань за двосторонніми безпековими угодами. Адже низка вже підписаних безпекових угод також містять положення щодо ратифікації Україною Римського статуту.
Україна погоджується на ратифікацію, гармонізує законодавство, що є кроком до вступу в ЄС, а партнери надають безпекову допомогу. Від ратифікації Римського статуту залежить значна частина майбутньої безпекової архітектури України.

#### Покарання російських злочинців
Росія дійсно боїться того, що Україна ратифікує Римський статут, тому що усвідомлює, що МКС каратиме росіян. Не дарма під час переговорів у Мінську і Стамбулі росіяни вимагали від України відкликати визнання юрисдикції МКС і не ратифікувати Римський статут.
МКС видав вже шість ордерів на арешт російських злочинців, зокрема Путіна, Шойгу, Герасимова, інших генералів. Станом на сьогодні у МКС не було засуджено жодного громадянина України та не видано жодного ордера на арешт громадян України.
Завдяки залученню України до Асамблеї держав-учасниць МКС, Україна отримає можливість збільшити ефективність роботи МКС щодо злочинів, вчинених російськими громадянами на території України, і довше втримувати на цьому фокус МКС.
Ратифікація зміцнить і глобальні зусилля України з покарання росіян за їхні злочини. Зараз, коли українські дипломати, юристи і правозахисники ведуть складну роботу, переконуючи інші країни співпрацювати з МКС щодо розслідування злочинів росіян і виконання ордерів на арешт, на адресу України лунають звинувачення у подвійних стандартах – мовляв, "самі не ратифікували Римський статут, а нас просите виконувати ордери МКС". Ми вже стикнулися з такою ситуацією, коли Путін намагався приїхати на саміт БРІКС у ПАР у 2023 році, і це може повторитися в інших країнах.
Коли Україна ратифікує Римський статут, іншим країнам-учасницям буде значно важче відмовлятися від співпраці з МКС і виконання його ордерів на арешт росіян, обвинувачуваних у вчиненні міжнародних злочинів. Окрім того, Україна прибирає небезпеку того, що деякі держави та міжнародні організації можуть дорікати через те, що МКС вкладає так багато ресурсів і часу в розслідування подій в Україні попри те, що сама Україна не ратифікує Римський статут.
Отже, ратифікація Римського статуту надасть Україні більше можливостей карати російських злочинців, зміцнить наші позиції на дипломатичній арені та посилить міжнародну ізоляцію Росії.

#### Україна зможе впливати на МКС як держава-член
Сьогодні Україна має лише обов’язки і ризики і не має жодних прав у МКС. Ратифікація виправить цю ситуацію.

Як зазначає суддя Європейського суду з прав людини від України Микола Гнатовський:
Після ратифікації та набрання чинності Римським статутом МКС щодо України наша держава стане повноцінною стороною цього договору, що створить для неї не лише обов'язки співробітничати з цим судом (вони існують повною мірою ще з 2015 року, коли Україна погодилася на юрисдикцію МКС щодо злочинів, вчинених на її території), але і права, притаманні державі-учасниці цього договору. Україна матиме право голосу в Асамблеї держав-учасниць Римського статуту - органі, що визначає параметри функціонування МКС. Україна також зможе самостійно передавати будь-які ситуації на розгляд МКС, отримає низку інших прав, які Римський статут дає лише державі-учасниці. Створюються умови для кращого доступу громадян України до посад у структурах МКС та зрештою і в самому Суді.

Окремим "плюсом" є ратифікація Кампальської угоди про зміни до Римського статуту, яка стосується злочину агресії. Це суттєво підкріплює дипломатичні зусилля України, спрямовані на створення Спеціального трибуналу щодо злочину агресії проти України. Адже без такої ратифікації багато хто закидав Україні нещирість її прагнення домагатися правосуддя та "вибірковий підхід".
Україна зможе брати участь в Асамблеї держав-учасниць МКС, виноситиме питання на її розгляд, голосуватиме за розподіл бюджету МКС, братиме участь у виборах суддів та інших виборних осіб, зокрема прокурора МКС, впливатиме на пріоритети МКС та розробку змін до Римського статуту. Це посилить роль України на міжнародній арені та надасть можливість покращити систему міжнародного правосуддя, зокрема для того, щоб ефективніше притягати до відповідальності російських злочинців. Перехоплюючи ініціативу та отримуючи голос серед держав-учасниць МКС, Україна посилює свою позицію та захист своїх громадян від переслідування.
У грудні 2025 року розглядатиметься питання про внесення поправок до Римського статуту, зокрема, обговорюються зміни, що створять для МКС можливість карати вище політичне та військове керівництво РФ за злочин агресії проти України. Зараз МКС не може карати росіян за злочин агресії, тому Україні разом із партнерами доводиться створювати Спеціальний трибунал. Україна як держава-учасниця Суду зможе взяти лідерство у цьому процесі.
У грудні 2026 року Асамблея держав-учасниць обиратиме нових суддів. Україна зможе висувати свого кандидата і голосувати за інших. Це дасть можливість України формувати глобальний порядок денний з відновлення справедливості і зміцнить авторитет нашої держави у світі.

#### Допомога постраждалим українцям
Ратифікація Римського статуту підвищить шанси для потерпілих від російських злочинів отримати компенсації.
Повноцінна участь України у МКС, для якої потрібна ратифікація, спростить доступ українцям, які постраждали від російських злочинів, до спеціального Цільового фонду МКС для потерпілих. Україна зможе впливати на те, як розподілятимуться ці гроші і кому вони дістануться. Вже є приклади, коли МКС призначав компенсації жертвам злочинів у мільйони доларів.
Цільовий фонд для потерпілих захищає інтереси потерпілих та спрямовує ресурси до фізичних осіб і установ та добру волю можновладців на користь потерпілих та їхніх громад. Він фінансує або створює інноваційні проекти для задоволення фізичних, матеріальних та психологічних потреб. Він може також напряму здійснювати діяльність за запитом та на вимогу Суду. Цільовий фонд для потерпілих може діяти на користь потерпілих від злочинів, незважаючи на те, чи є засудження МКС. Фонд співпрацює із Судом для уникнення будь-якого втручання у судове провадження, що триває.
Хоча практика Міжнародного кримінального суду сфері надання репарацій налічує всього 4 рішення, лише 2 з яких є остаточними, принципи та підходи застосовані Судом під час вирішення цих справ є засадничими та формують бачення та фундамент міжнародної системи надання репарацій, яка є також основою для впровадження національних систем відшкодування шкоди.
Україна як держава, що бореться за свою незалежність на усіх напрямках, зокрема юридичному, не може ігнорувати сучасні тенденції правосуддя та має прагнути справедливості не лише на міжнародному рівні, а й застосовувати ці принципи у національній правовій системі.

### Застереження та факти, що вказують на передчасність та ймовірну недоцільність ратифікації статуту Україною в умовах війни
1. Російська Федерація та її країни-партнери (Білорусь, Іран, КНДР, Сирія, КНР, Куба, Нікарагуа, Судан, Ефіопія, Сомалі, Киргизстан, Туркменістан, Узбекистан, Азербайджан, Казахстан, Туреччина, Грузія) не ратифікували Римського статуту, отже ратифікація статуту України ставить її в нерівні умови відносно Росії та країн, що допомагають їй військовим чи санкційно-юридичним чином. Аналогічним прикладом є ратифікація Україною у грудні 2005 року Оттавської конвенції про заборону протипіхотних мін 1997 року, через що їй довелося знищити свої численні запаси напередодні вторгнення та будуть на критику з боку правозахисних організацій через їх імовірне застосування, у той час як країна-агресорка позбавлена таких проблем. Натомість наявний позитивний приклад нератифікації розробленої в ході процесу в Осло Конвенції про заборону касетних боєприпасів , завдяки чому Україна не має заборон у використанні вкрай необхідного типу зброї у протиборстві з агресором, що робить втрати ворога більшими, а українських військослужбовців меншими на полі бою.
2. США та Ізраїль, єдині країни сталої демократії, що перманентно знаходяться в екзистенційних воєнних конфліктах, не ратифікували Римського статуту задля убезпечення власних військовослужбовців та співробітників спецслужб. Радник Президента США з національної безпеки Джон Болтон заявив, що президент США «не дозволить, щоб американських громадян переслідували іноземні бюрократи, і він не дозволить іншим народам диктувати нам засоби самозахисту». Прем’єр-міністр Ізраїлю Беньямін Нетаньягу назвав рішення Міжнародного кримінального суду щодо дій Ізраїлю «втіленням лицемірства та антисемітизму».
3. Римський статут ратифікувала ціла низка країн Африки, Азії та Латинської Америки, що не є демократичними у повній мірі чи взагалі є диктактурами, проте їхні представники будуть вершити судочинство стосовно більш демократичної держави (як-от Україна), що знаходиться в екзентенційному воєнному конфлікті з агресором-непідписантом, що цілком і повністю ігнорує міжнародні конвенції та норми Римського статуту. Яскравим прикладом подібних правочинців є Фату Бенсуда з Гамбії.
4. Наявність прикладів невмотивованого судового переслідування керівників та учасників опору країн — жертв агресії та вибірковість правосуддя щодо подібних випадків, приклади:
- - Міжнародним трибуналом щодо Югославії було видано ордер на арешт та заарештовано хорватського митця та генерала Слободана Праляка, звинуваченого у вбивствах, депортаціях і переслідуваннях, який звільнив хорватські території від окупантів. Після несправедливого вироку та відхиленої апеляції він публічно отруївся в залі суду[27].
  - Міжнародний кримінальний суд прийняв до розгляду масові фейкові та сфабриковані заяви російської сторони щодо так званих військових злочинів грузинських військових під час Російсько-грузинської війни, натомість РФ визнана МКС невинною у вторгненні до Грузії[28][29][30][31].
  - Прокурором Міжнародного кримінального суду Карімом Ханом було подано запит на ордери на арешт прем’єр-міністра Ізраїлю Беньяміна Нетаньягу і міністра оборони Ізраїлю Йоав Галант за спецоперацію-відповідь на агресію терористичної організації ХАМАС[32][33] безвідносно хронології та контексту подій.
  - МКС відмовився заслухати свідчень офіцера ГРУ з так званої ПВК "Вагнер" Ігоря Салікова щодо військових злочинів російських військ в Україні[34][35]
  - За ордером Міжнародного кримінального суду було заарештовано президента Філіппін Родріго Дутерте, рішучого борця з наркомафією у своїй країни та виступив проти широкомасштабного вторгнення РФ до України; радикальні зачистки наркобаронів та наркодилерів названі МКС злочинами проти людяності[36][37][38][39], права численних жертв наркомафії на Філіппінах повністю зігноровано.

5. Виселення громадян РФ та інших іноземних держав, що незаконно оселися на окупованих територіях, змінивши тим самим етнодемографічний склад населення, можуть бути трактовані як депортація, а судове переслідування колаборантів визнане незаконним відповідно до окремих положень міжнародних конвенцій та Римського статуту. Після ратифікації статуту Україна підтвердить зобов'язання видати цих своїх громадян і не зможе вимагати їх повернення від країн-партнерів.
6. Таємничі смерті російських окупантів, пропагандистів та колаборантів (Олексій Мозговий, Сергій Поваляєв, Олександр Захарченко, Михайло Толстих, Арсеній Павлов, Кирило Стремоусов, Олексій Ковальов, Дар'я Дугіна, Владлен Татарський, Ілля Кива тощо) Міжнародним кримінальним судом можуть бути трактовані (приклади подібних маніпуляцій російської пропаганди наведено у книзі «Як російський інформаційний корабель пішов на...» ) як позасудові страти, а керівники українських спецслужб, підрозділів ЗСУ та українські політики й чиновники, визнані їх організаторами та виконавцями можуть бути засуджені відповідно до положень Римського статуту. За ратифікації статуту Україна й сама зобов'язана буде видати цих своїх громадян.
7. Українські політики, військовослужбовці, діячі культури та інші особи неодноразово піддавалися немотивованому судовому переслідуванню за запитом Російської Федерації закордоном і зокрема у країнах, що ратифікували Римський статут.
- - Приклади немотивованих ордерів на арешт громадян України:
- У 2014 році запрошено та ймовірно видано ордер на арешт очільника Української Добровольчої армії та політика Дмитра Яроша [46].
- 14 серпня 2024 року німецьким судом видано ордер на арешт українського ниряльника Володимира Журавльова та ще двох громадян України, безпідставно звинувачених у підриві Північних потоків[47][48].
  - Приклади нетривалих затримань посадових осіб:
- Митця та громадського активіста Сергія Жадана було затримано на території Білорусі за сфабрикованим звинувачення з боку РФ, проте згодом відпущено [49].
- Прем'єр-міністра України Арсенія Яценюка у грудні 2017 року затримали в аеропорту Женеви (Швейцарія) за запитом Росії, але потім відпустили[50].
- Головнокомандувача ЗСУ Валерія Залужного затримали в аеропорту Брюсселя (Бельгія) за запитом Росії, але потім відпустили [51].
- Ветерана АТО та головного спеціаліста офісу Уповноваженої Верховної Ради з прав людини Ігоря Мазура було затримано 9 листопада 2019 року на вимогу Росії на території Польщі, проте згодом відпущено[52].
- Ерола Велієва, помічника українського політика та одного з лідерів кримськотатарського народу Мустафи Джемілєва було затримано у травні 2024 року на вимогу Росії в аеропорту Кишинева (Молдова), проте згодом відпущено[53].

Приклади тривалих арештів українців та неаргументованих судових вироків іноземних судів, що розглядали справи, що стосувалися українців:
- Колишнього військовополоненого Червоної армії Івана Дем’янюка 12 травня 2011 року засудили у Німеччині рішенням Баварським земельним судом (Мюнхен) на основі радянської та російської медійної кампанії за сфабрикованими та непрямими доказами до п’яти років ув’язнення як винуватця вбивств 28 тисяч в'язнів концтабору «Собібор»[54][55][56].
- Боєць Національної гвардії України Віталій Марків безпідставно заарештований італійським судом за надуманими звинуваченнями, сфабрикованими на основі пропагандистських сюжетів російських ЗМІ як доказів, був засуджений 12 липня 2019 року на 24 роки позбавлення волі без жодних прямих доказів вини [57] і вийшов на волі лише через 4 роки після затримання.
- Український режисер Євген Лавренчук, 17 грудня 2021 року, заарештований італійським судом за ордером, виданим на основі сфабрикованих звинувачень Росії[58], був звільнений лише після військових злочинів, вчинених РФ після початку широкомасштабного вторгнення.

Приклади інших сумнівних судових рішень іноземних судів, що розглядали справи, що стосувалися громадян України:
- Самуїл Шварцбард, що вбив очільника УНР Симона Петлюри 1929 року визнаний французьким судом присяжних департаменту Сени і Марни невинуватим через сфабриковані докази та ініційовану більшовиками медійну кампанію, спрямовану на те, щоб показати очільника України очільником єврейських погромів в Україні, фактично французький суд перетворився на судилище над покійним лідером України[59][60].
- Канадський суд визнав українську авіакомпанію МАУ винною у незабезпеченні безпеки пасажирів, незважаючи на досвідченість екіпажу та наявність інструктора, новий літак, небезпечні умови на землі та практично одночасні зльоти літаків 15 інших авіакомпаній та без врахування обставин та первісної вини військових та керівництва Ірану.

8. Наявність прецедентів видачі Україною ворогів кремлівського режиму, зокрема Тимура Тумгоєва, що воював на боці України, що робить можливим видачу МКС осіб, що прислужилися Україні з числа іноземних громадян, у майбутньому за запитом МКС.
9. Нератифікація Росією Римського статуту не матиме наслідків для розслідування її злочинів в Україні на міжнародному рівні, водночас, дозвіл України на розслідування злочинів, вчинених на її території, в межах судочинства МКС, забезпечує можливість такого правосуддя і без ратифікації Римського статуту.
10. Відтермінування на 7 років не є панацеєю задля убезпеченням українських військовослужбовців, адже процес по злочинах, вчинених у Литві в 1990-му році тривав майже 30 років. В самому процесі головний винуватець розстрілів Михайло Горбачов не був визнаний винним, що також доводить користь від ратифікації.
11. Ратифікація Римського статуту може обмежити України у судовому переслідуванні виконавців військових злочинів, адже за Римським статутом віддається перевага переслідуванню керівників та воєначальників.
12. Наявність Міжнародного кримінального суду (МКС) як елементу судової системи прямо не передбачено в Конституції України, цю невідповідність відзначено в окремій ухвалі Конституційного суду України. Відповідність ратифікації Римського статуту і зараз є дискусійною.
13. Свої аргументи висловили і депутати від опозиції. Серед них народний депутат від партії «Голос» та секретар комітету Верховної Ради з питань національної безпеки, оборони та розвідки, учасник бойових дій (зокрема легендарної Оборони Донецького аеропорту та боїв за Миколаїв) та полковник СБУ Роман Костенко, що заявив «запропонував створити комісію і прибрати всі ризики для військових. Те, що зараз кажуть, що є сім років (відтермінування для військових ЗСУ) – питання дискутивне", – сказав він про запровадження в Україні Римського статуту. За його словами, «коли ми щось подібне голосуємо під час агресії, [треба мати на увазі, що] жодна країна світу під час такої агресії не ратифікувала Римський статут. Тому тут треба бути дуже обережними і вичитувати кожну норму. Щоб у нас не вийшло так, що після війни, після нашої перемоги наші військові можуть бути змушені доводити, що вони не є військовими злочинцями». Інший відомий депутат фракції та журналіст з 30-річним стажем Сергій Рахманін проголосував "проти". Так само проголосувала і Соломія Бобровська та низка інших депутатів "Голосу". Інша частина депутатів фракції, зокрема голова комітету ВР зі Свободи слова Ярослав Юрчишин утрималися.
Партія "Європейська солідарність" утрималася від ратифікації статуту : «Ми переконані, що забезпечення, фінансування, боєздатність і захист наших Сил оборони є ключовим  мірилом для будь-якого рішення всіх державних органів під час війни. Вважаємо, що сьогодні органи влади не повинні вчиняти кроків, спрямованих на демотивацію військових. Навіть побоювання, що українських військових можуть видавати на вимогу Міжнародного кримінального суду, демотивують наших захисників. Поспішні, непродумані кроки наражають на додаткову небезпеку тих, хто й так кожного дня ризикує життями за Україну», – наголосили у фракції. Зокрема проголосували "проти" засновниця добровольчого медичного батальйону «Госпітальєри» Яна Зінкевич, колишній секретар РНБО та спікер Верховної Ради Андрій Парубій, колишній директор Інституту Національної пам'яті та доктор філософії з історії Володимир В'ятрович, головний лобіст отримання Томосу про автокефалію Православної церкви України Ростислав Павленко, колишня голова Бюджетного комітету ВР Ніна Южаніна, засновник і колишній співвласник телеканалу «Еспресо TV» та лобіст законів, спрямованих на захист української мови, культурного та духовного простору Микола Княжицький, колишній політв'язень Кремля Ахтем Чийгоз, сотник Євромайдану та ветеран АТО Михайло Бондар та голос Львівського Євромайдану Софія Федина тощо. 5-й Президент України Петро Порошенко та інший колишній політв'язень Мустафа Джемілєв утрималися
Переважна більшість фракції «Батьківщина» утрималася від голосування за закопроєкт «про ратифікацію Римського статуту Міжнародного кримінального суду та поправок до нього» (№0285), зокрема проголосували кнопкою «утримався» колишня прем'єр-міністерка України Юлія Тимошенко, колишній голова Служби безпеки України Валентин Наливайченко, генерал-лейтенант міліції Михайло Цимбалюк, знаний міжнародник та фахівець з радяністики, колишній проректор Національного університету «Києво-Могилянська академія», завідувач кафедрою європейської інтеграції Національної академії держуправління при Президентові України та голова правління «Міжнародного фонду „Відродження“» Григорій Немиря, один з найбільш фахових юристів та правозахисників країни, в минулому адвокат кандидата у Президенти України Віктора Ющенка під час переможного процесу у Верховному Суді Сергій Власенко, колишній очільник Донецької області Сергій Тарута, депутат першого скликання, що голосував за Незалежність України Сергій Соболєв та інші.
Серед позафракційних депутатів, що проголосували "проти" були Гео Лерос, в минулому - відомий художник, зокрема автор протестних муралів в часи захоплення Донбасу, а також докторка юридичних наук в галузі міжнародного права Юлія Світлична. Утрималися депутатка від ВО «Свобода» Оксана Савчук та колишній представник цієї партії Сергій Рудик, а також позафракційні депутати з Донбасу Вікторія Гриб та Сергій Магера.
14. Підтримали ратифікацію герой України та знаний прибічник української національної ідеї та прав людини, міністр в урядах Януковича Юрій Бойко, голова адміністрації Президента Януковича Сергій Льовочкін, губернатор Одеської області часів Януковича та куратор Одеського Антимайдану Микола Скорик, міністр часів Януковича Михайло Папієв, один з засновників СДПУ (о) Григорій Суркіс та переважна більшість депутатів депутатської групи "Платформа за життя та мир". Так само голосувала і більшість депутатів інших колишніх регіоналів з депутатської групи «Відновлення України». Переважна більшість депутатів цих двох груп, що не підтримали заборону РПЦ в Україні, проголосувало за ратифікацію Римського статуту.
15. Свої застереження щодо ратифікації статуту висловили наступні громадські діячі:
- - відома українська журналістка Тетяна Даниленко та дружина першого командира «Азова» та комбрига Третьої окремої штурмової бригади Андрія Білецького[77]: «Особливої сатисфакції від засудження і навіть (гіпотетично припустимо) притягнення якогось там російського командира ми не відчуємо. А от що ми дуже боляче відчуємо - це арешт і засудження в Європі будь-кого з наших військових. Наші люди мобільні, подорожують часто. А росіяни люблять бити Захід його ж правилами та процедурами. На формування відповідної громадської думки будуть випущені десятки шаріїв усіх можливих калібрів!»
  - відомий правник та співзасновник та президент Першого добровольчого мобільного шпиталю (ПДМШ) ім. Миколи Пирогова та голова правління Центру конституційного моделювання [Архівовано 28 серпня 2021 у Wayback Machine.], учасник Революції гідності., в минулому серетар-референт Патріарха Київського і всієї Руси-України Володимира (Романюка), один з керівників Центру європейського та порівняльного права Міністерства юстиції України,віце-президент Інституту європейської інтеграції в м. Ряшів та керівник секретаріату Комітету Верховної Ради України з питань євроінтеграції Геннадій Друзенко, що підкреслив цілу низку означених застережень та ризиків у своїй публікації «Як Україна опинилась у пастці Міжнародного кримінального суду»[78].
  - Інший правник та політолог Андрій Смолій, визнаючи загалом необхідність ратифікації статуту[79], також висловив низку побоювань через непідготовлене його ухвалення без попередніх громадських обговорень.
  - Керівництво «Українського інституту майбутнього» у своїй публікації «Римський статут — пастка для України»[80] також висловило низку пересторог.

### Позиція чинної влади та окремих правозахисників щодо застережень і ризиків повної ратифікації Римського статуту
«Римський статут, який лежить в основі роботи Міжнародного кримінального суду, Україна ратифікує після війни, тому що внаслідок внутрішніх проблем з комунікаціями в українських військових сформувалось хибна думка про цей документ, яку неможливо змінити в умовах воєнного стану», — про це у коментарі Радіо Свобода сказав міністр юстиції України Денис Малюська. «Навколо Римського статуту тривалий час була дивна комунікаційна кампанія, що нібито це „б'є по українським військовим, по добровольцям“, що їх „почнуть заарештовувати за кордоном“. Все це — інформація недостовірна, неправдива. Частину такої інформаційної кампанії проводять ті, хто не розбирається насправді, що таке Римський статут, а частину, — можливо, якимось чином росіяни», — доповнив він. Окрім того, за словами Малюськи, негайна ратифікація Україною Римського статуту «практично нічого для нас не змінить з точки зору юрисдикції», тому відтермінування ратифікації цього документу не є критичним.
Наприкінці травня 2022 року заступник голови Офісу президента України Андрій Смирнов в інтерв'ю Радіо Свобода зазначив, що саме через ймовірну загрозу для українських військових ратифікація Римського статуту Україною наразі не на часі. «Я би, як мінімум, під час війни, до перемоги України питання ратифікації Римського статуту відклав би. Тому що, згідно з Римським статутом, спеціальні компетентні органи іноземних країн отримають купу заяв країни-агресора про начебто (я наголошую — начебто) злочини, які вчиняються нашими військовими. І той самий Міжнародний кримінальний суд зобов'язаний буде давати оцінку цим подіям», — пояснив заступник голови ОП.
Низка правозахисників та чиновників від влади намагаються представити всі реально існуючі застереження та ризики (зокрема ті, що наведені у попередньому розділі), які несе за собою ратифікація Римського статуту та введення його в дію, як міфи, що роками поширювалися попередніми представниками влади і нинішніми представниками опозиції.

Зокрема, у липні 2024 року заступницею керівника Офісу президента України Іриною Мудрою була озвучена нова позиція влади з цього питання в інтерв'ю Голосу Америки повідомила, що МКС вже може притягати наших громадян до відповідальності, а нових ризиків з ратифікацією Римського статуту не виникає:
...в попередні роки були не зовсім коректні комунікаційні меседжі, мали би обґрунтовувати доцільність ратифікації Римського статуту. Тому склалося хибне враження щодо цього, яке, на жаль, вкоренилося у свідомості військових. Воно полягає у тому, що, начебто, як тільки Україна ратифікує Римський статут, він стане підставою для притягнення до відповідальності в МКС наших військових та керівництво. Але з юридичної точки зору це некоректне твердження. Адже Україна ще в 2014-му та 2015-му ухвалила дві заяви про визнання юрисдикції МКС. Тобто фактично ми уже визнали його юрисдикцію. МКС вже може притягати наших громадян до відповідальності. Нових ризиків з ратифікацією Римського статуту не виникає. І це треба чітко розуміти і пояснювати військовим, що ми і почали робити.
Водночас важливо пояснити, МКС має комплементарний характер, тобто лише доповнює національні судові системи держав для невідворотності покарання за найтяжчі міжнародні злочини. Тому МКС може здійснювати свою юрисдикцію лише у випадку, якщо національні суди держави не можуть або не хочуть самостійно розслідувати ці злочини. Він не є замінником наших правоохоронних і судових органів.
Так, військові бояться, що росіяни фіксують вчинення певних дій нашими бійцями. І що вони будуть намагатися подати це в МКС. Але це буде можливо виключно, якщо наша правоохоронна і судова система не буде розслідувати і забезпечувати відповідальність за ці дії.
Я вважаю, що з ратифікацією Римського статуту Україна отримає тільки вигоди. Адже ми стаємо повноцінним учасником МКС. Тобто окрім обов'язків, які Україна уже на себе взяла, ми отримаємо і права, зокрема, пропонувати свого суддю до МКС.
Також вона зможе брати участь у конференції учасників, тобто впливати на процеси. Ратифікація Римського статуту стане поштовхом до гармонізації національного законодавства із міжнародним кримінальним та міжнародним гуманітарним правом.
Зараз ми відновили роботу по ратифікації. Я особисто підтримую ратифікацію. Я знаю, що і Генеральний прокурор підтримує, а також відповідний комітет парламенту. Я гадаю, що ми спільно це зробимо. Я ставлю собі за мету закрити питання з ратифікацією до кінця цього року.

Наразі я працюю з військовими, щоб розвіяти їхні страхи, сумніви та спростувати попередньо сформовані некоректні враження.
Переважна частина депутатів фракції «Слуга народу» підтримала ратифікацію Римського статуту (202 голоси «За», «Проти»:  «Утрималися»: 0). Серед небагатьох депутатів, що не підтримали законопроєкт (Не голосували:11 Відсутні:20) призери Олімпійських ігор та чемпіони світу Жан Беленюк та Ольга Саладуха, а також голова партії Олена Шуляк (були відсутніми). Так само проігнорував голосування і наразі позафракційний перший голова партії «Слуга народу» та колишній спікер ВР Дмитро Разумков.